# Daniele Manin
Daniele Manin (Venecia, 13 de mayo de 1804 – París, 22 de septiembre de 1857) fue un patriota y político italiano. 

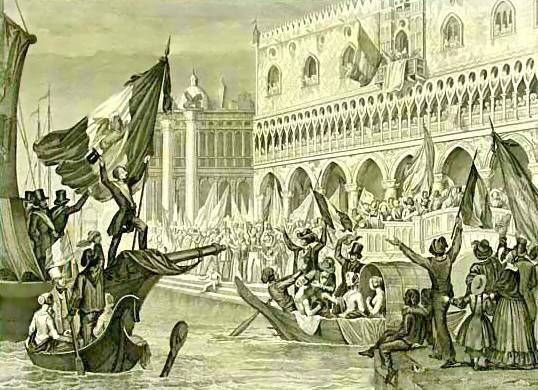
La proclamación de la República de San Marco.

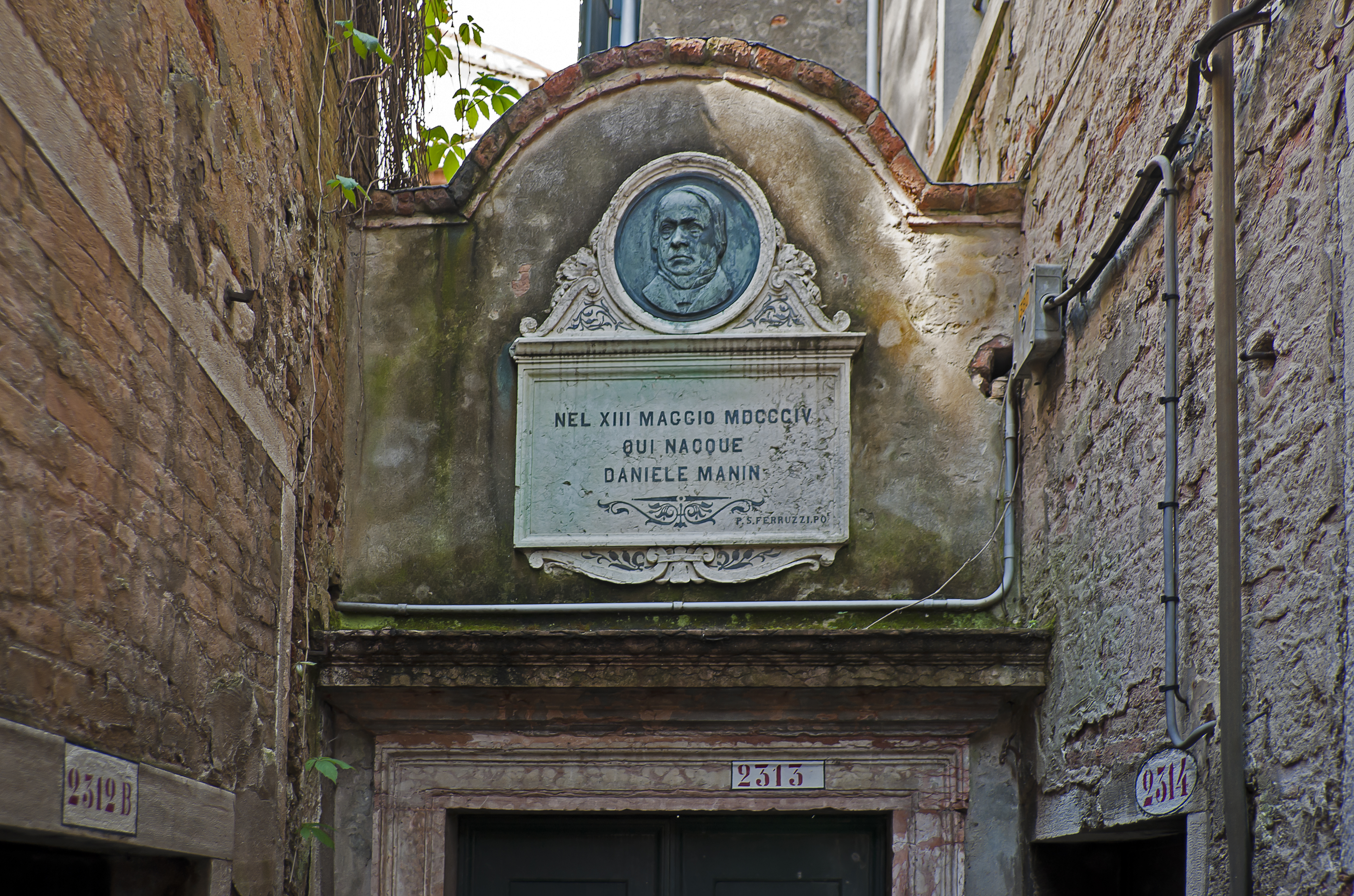
Casa natal de Manin en Venecia

Nació como Daniele Fonseca y fue el tercer hijo de Pietro Antonio Fonseca (1762--1829) y Anna Maria Bellotto (algunos historiadores aseguran que el apellido de la familia era Medina).
Encabezó el gobierno de la República de San Marco, cuando en marzo de 1848 la ciudad de Venecia se rebeló contra el poder austriaco. 
La familia del padre tenía orígenes judíos: el padre se convirtió al catolicismo, asumiendo el apellido del padrino de bautizo, un hermano del conocido Ludovico Manin, último dux de la República de Venecia.  Sin embargo, algunos historiadores afirman que el que se convirtió fue el abuelo y no el padre de Manin, y que el nombre hebraico de la familia era Medina y no Fonseca.